# Leroy Lita
Leroy Halirou Lita (Kinshasa, 28 dicembre 1984) è un calciatore inglese di origini congolesi, attaccante del Barwell.

## Biografia
È cugino dell'atleta tedesco Bo Kanda Lita Baehre, specializzato nel salto con l'asta.

## Carriera

### Nazionale

#### Inizi nell'Under-21
Lita ha rifiutato di giocare per la nazionale della Repubblica Democratica del Congo a favore di quella inglese. Il suo debutto con l'Inghilterra under 21 risale all'8 febbraio 2005 contro i pari età olandesi; esordisce segnando l'unico gol inglese nel 2-1 finale a favore degli olandesi. Deve aspettare oltre un anno per la sua seconda presenza con la maglia inglese: il 28 febbraio 2006, infatti, entra come sostituto nella partita Inghilterra-Norvegia 3-1. Preceduta da gol e ottime prestazioni in Premiership, la sua terza presenza in nazionale arriva il 6 febbraio 2007 nella partita terminata 2-2 (con anche un suo gol) contro la Spagna, totalizzando così 2 gol in 3 partite con l'Inghilterra.

#### Europeo Under-21 2007
All'età di 22 anni, viene convocato dalla nazionale inglese per partecipare all'Europeo U-21 2007 nei Paesi Bassi.
Nella prima partita del torneo contro la Rep. Ceca sbaglia un rigore all'88º minuto e la partita si conclude 0-0. Nelle successive 3 partite giocate da Lita segna in ognuna di esse, cioè contro Italia (2-2), Serbia (2-0) e Paesi Bassi (1-1, 12-13 ai rigori).
Dopo l'europeo, viene inserito nell'UEFA Dream Team del torneo.

#### Il passaggio allo Swansea
Il 29 luglio 2011 si trasferisce allo Swansea, club gallese neopromosso in Premier League che lo acquista per la cifra di 5,4 milioni.

#### Sheffield Wednesday
Il 25 gennaio 2013 Lita passa in prestito fino a fine stagione allo Sheffield Wednesday Football Club, squadra che milita nella Football League Championship.

## Statistiche

### Presenze e reti nei club
Statistiche aggiornate al 28 agosto 2022.
| Stagione                | Squadra                 | Campionato              | Campionato | Campionato | Coppe nazionali | Coppe nazionali | Coppe nazionali | Coppe continentali | Coppe continentali | Coppe continentali | Altre coppe | Altre coppe | Altre coppe | Totale | Totale | Totale |
| Stagione                | Squadra                 | Comp                    | Pres       | Reti       | Comp            | Pres            | Reti            | Comp               | Pres               | Reti               | Comp        | Pres        | Reti        | Pres   | Reti   |        |
| ----------------------- | ----------------------- | ----------------------- | ---------- | ---------- | --------------- | --------------- | --------------- | ------------------ | ------------------ | ------------------ | ----------- | ----------- | ----------- | ------ | ------ | ------ |
| 2002-2003               | Bristol City            | SD                      | 15+1       | 2+0        | FACup+CdL       | 1+0             | 2+0             | -                  | -                  | -                  | FLT         | 1           | 0           | 18     | 4      |        |
| 2003-2004               | Bristol City            | SD                      | 26+1       | 5+0        | FACup+CdL       | 2+1             | 0               | -                  | -                  | -                  | FLT         | 1           | 0           | 31     | 5      |        |
| 2004-2005               | Bristol City            | FL1                     | 44         | 24         | FACup+CdL       | 2+2             | 1+2             | -                  | -                  | -                  | FLT         | 3           | 2           | 51     | 29     |        |
| Totale Bristol City     | Totale Bristol City     | Totale Bristol City     | 85+2       | 31         |                 | 8               | 5               |                    | -                  | -                  |             | 5           | 2           | 100    | 38     |        |
| 2005-2006               | Reading                 | FLC                     | 26         | 11         | FACup+CdL       | 3+3             | 3+1             | -                  | -                  | -                  | -           | -           | -           | 32     | 15     |        |
| 2006-2007               | Reading                 | PL                      | 33         | 7          | FACup+CdL       | 3+2             | 4+3             | -                  | -                  | -                  | -           | -           | -           | 38     | 14     |        |
| 2007-mar. 2008          | Reading                 | PL                      | 11         | 0          | FACup+CdL       | 2+2             | 0+1             | -                  | -                  | -                  | -           | -           | -           | 15     | 1      |        |
| mar.-apr. 2008          | Charlton                | PL                      | 8          | 3          | FACup+CdL       | -               | -               | -                  | -                  | -                  | -           | -           | -           | 8      | 3      |        |
| apr.-giu. 2008          | Reading                 | PL                      | 3          | 1          | FACup+CdL       | -               | -               | -                  | -                  | -                  | -           | -           | -           | 3      | 1      |        |
| lug.-ott. 2008          | Reading                 | FLC                     | 3          | 0          | FACup+CdL       | 0+1             | 0               | -                  | -                  | -                  | -           | -           | -           | 4      | 0      |        |
| ott.-dic. 2008          | Norwich City            | FLC                     | 16         | 7          | FACup+CdL       | 0               | 0               | -                  | -                  | -                  | -           | -           | -           | 16     | 7      |        |
| gen.-giu. 2009          | Reading                 | FLC                     | 7          | 1          | FACup+CdL       | 1+0             | 0               | -                  | -                  | -                  | -           | -           | -           | 8      | 1      |        |
| Totale Reading          | Totale Reading          | Totale Reading          | 83         | 20         |                 | 17              | 12              |                    | -                  | -                  |             | -           | -           | 100    | 32     |        |
| 2009-2010               | Middlesbrough           | FLC                     | 40         | 8          | FACup+CdL       | 0+1             | 0               | -                  | -                  | -                  | -           | -           | -           | 41     | 8      |        |
| 2010-2011               | Middlesbrough           | FLC                     | 38         | 12         | FACup+CdL       | 1+2             | 0               | -                  | -                  | -                  | -           | -           | -           | 41     | 12     |        |
| Totale Middlesbrough    | Totale Middlesbrough    | Totale Middlesbrough    | 78         | 20         |                 | 4               | 0               |                    | -                  | -                  |             | -           | -           | 82     | 20     |        |
| 2011-2012               | Swansea City            | PL                      | 16         | 2          | FACup+CdL       | 1+1             | 0               | -                  | -                  | -                  | -           | -           | -           | 18     | 2      |        |
| lug.-set. 2012          | Swansea City            | PL                      | 0          | 0          | FACup+CdL       | 0               | 0               | -                  | -                  | -                  | -           | -           | -           | 0      | 0      |        |
| set.-nov. 2012          | Birmingham City         | FLC                     | 10         | 3          | FACup+CdL       | 0               | 0               | -                  | -                  | -                  | -           | -           | -           | 10     | 3      |        |
| nov. 2012-gen. 2013     | Swansea City            | PL                      | 0          | 0          | FACup+CdL       | 0               | 0               | -                  | -                  | -                  | -           | -           | -           | 0      | 0      |        |
| gen.-giu. 2013          | Sheffield Weds          | FLC                     | 17         | 7          | FACup+CdL       | 0               | 0               | -                  | -                  | -                  | -           | -           | -           | 17     | 7      |        |
| lug.-ott. 2013          | Swansea City            | PL                      | 0          | 0          | FACup+CdL       | 0               | 0               | UEL                | 0                  | 0                  | -           | -           | -           | 0      | 0      |        |
| ott.-dic. 2013          | Brighton                | FLC                     | 5          | 1          | FACup+CdL       | 0               | 0               | -                  | -                  | -                  | -           | -           | -           | 5      | 1      |        |
| gen.-giu. 2014          | Swansea City            | PL                      | 2          | 0          | FACup+CdL       | 1+0             | 0               | UEL                | 0                  | 0                  | -           | -           | -           | 0      | 0      |        |
| Totale Swansea City     | Totale Swansea City     | Totale Swansea City     | 18         | 2          |                 | 3               | 0               |                    | -                  | -                  |             | -           | -           | 21     | 2      |        |
| 2014-mar. 2015          | Barnsley                | FL1                     | 19         | 2          | FACup+CdL       | 4+1             | 0               | -                  | -                  | -                  | FLT         | 0           | 0           | 24     | 2      |        |
| mar.-giu. 2015          | Notts County            | FL1                     | 6          | 0          | FACup+CdL       | -               | -               | -                  | -                  | -                  | FLT         | -           | -           | 6      | 0      |        |
| 2015-feb. 2016          | AO Chania               | BE                      | 11         | 1          | CG              | 4               | 2               | -                  | -                  | -                  | -           | -           | -           | 15     | 3      |        |
| mar.-giu. 2016          | Yeovil Town             | FL2                     | 8          | 1          | FACup+CdL       | -               | -               | -                  | -                  | -                  | -           | -           | -           | 5      | 1      |        |
| 2017                    | Sisaket                 | TL                      | 21         | 5          | FACup+CdL       | 2+0             | -               | -                  | -                  | -                  | -           | -           | -           | 23     | 5      |        |
| 2018-2019               | Margate                 | IL                      | 3          | 0          | FACup           | 1               | 0               | -                  | -                  | -                  | -           | -           | -           | 4      | 0      |        |
| set.-nov. 2019          | Salisbury City          | SFL                     | 3          | 2          | FACup           | 1               | 0               | -                  | -                  | -                  | FAT+SLC     | 1+1         | 0           | 6      | 2      |        |
| nov. 2019-2020          | Chelmsford City         | FCS                     | 12         | 1          | FACup           | 0               | 0               | -                  | -                  | -                  | FAT+ESC     | 0+2         | 0+1         | 14     | 2      |        |
| 2020-2021               | Nuneaton Borough        | SFL                     | 8          | 4          | FACup           | 3               | 1               | -                  | -                  | -                  | FAT         | 3           | 1           | 14     | 6      |        |
| 2021-gen. 2022          | Nuneaton Borough        | SFL                     | 13         | 1          | FACup           | 1               | 0               | -                  | -                  | -                  | FAT+SLC+BSC | 2+1+2       | 1+0+0       | 19     | 2      |        |
| Totale Nuneaton Borough | Totale Nuneaton Borough | Totale Nuneaton Borough | 21         | 5          |                 | 4               | 1               |                    | -                  | -                  |             | 8           | 2           | 33     | 8      |        |
| gen.-mar. 2022          | Stratford Town          | SFL                     | 11         | 3          | FACup           | -               | -               | -                  | -                  | -                  | FAT+SLC+BSC | -           | -           | 11     | 3      |        |
| mar.-giu. 2022          | Hednesford Town         | SFL                     | 6          | 6          | FACup           | -               | -               | -                  | -                  | -                  | FAT+SLC+BSC | -           | -           | 6      | 6      |        |
| Totale carriera         | Totale carriera         | Totale carriera         | 443        | 120        |                 | 49              | 20              |                    | 0                  | 0                  |             | 17          | 5           | 509    | 145    |        |

## Palmarès

### Club

#### Competizioni nazionali
- Football League Trophy: 1

Bristol: 2002-2003
- Football League Championship: 1

Reading: 2005-2006